# 竹野郡 (京都府)
竹野郡为過去京都府轄下的郡，已於2004年4月1日因無管轄町村而废除。
在1879年日本實施郡區町村編制法時的轄區包括現在的京丹後市東北地區。

## 歷史
在令制國時代最初屬於丹波國，713年隨丹波國北部5郡一同被劃出改隸屬新設立的丹後國。
在14世紀末之後，隨整個丹後國成為一色氏的勢力範圍，16世紀末織田信長派長岡藤孝進攻丹後國後，一色氏臣服於織田信長，雖然丹後國南半部成為長岡藤孝的領地，但位於北半部的此區域仍屬一色氏所轄。1582年一色氏在本能寺之變後加入明智光秀一方，於明智光秀戰敗後隨之一同滅亡。1600年關原之戰後，京極高知領有整個丹後國，但在1622年京極高知過世後，將丹後國劃為三分，竹野郡西部大部分區域成為宮津藩領地，東部大部分成為幕府直轄領。
明治維新後，幕府直轄領先後被劃入府中裁判所、久美濱縣；1871年實施廢藩置縣後，宮津藩則被改設為宮津縣，但在同年底竹野郡全部區域被改劃入新設立的豐岡縣，直到1876年的第二次府縣整併中，豐岡縣被廢除，竹野郡被改劃入京都府。
1879年實施郡區町村編制法，正式的設置了近代的行政區劃「竹野郡」，郡役所設於網野村（位於現在的京丹後市）。

### 沿革

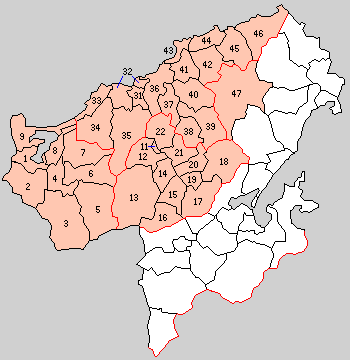
1889年竹野郡轄下的行政區劃：
31.網野村 32.淺茂川村 33.濱詰村 34.木津村 35.鄉村 36.島津村 37.鳥取村 38.吉野村 39.溝谷村 40.深田村 41.德光村 42.八木村 43.間人村 44.竹野村 45.上宇川村 46.下宇川村 47.野間村
（橙色：現屬京丹後市、1 - 9屬於熊野郡、11 - 22屬於中郡）

- 1889年04月1日：實施町村制，竹野郡下設網野村、淺茂川村（日语：浅茂川村）、濱詰村（日语：浜詰村）、木津村（日语：木津村 (京都府)）、鄉村（日语：郷村 (京都府)）、島津村（日语：島津村 (京都府)）、鳥取村（日语：鳥取村 (京都府)）、吉野村（日语：吉野村 (京都府)）、溝谷村（日语：溝谷村）、深田村（日语：深田村 (京都府)）、德光村（日语：徳光村）、八木村（日语：八木村 (京都府)）、間人村、竹野村（日语：竹野村 (京都府竹野郡)）、上宇川村（日语：上宇川村）、下宇川村（日语：下宇川村）。（16村）
- 1899年7月1日：實施郡制（日语：郡制），設立郡參事會（日语：郡参事会）。
- 1900年5月1日：網野村改制為網野町（日语：網野町）。[2]（1町15村）
- 1904年1月1日：網野町和淺茂川村合併為新設立的網野町。[2]（1町14村）
- 1921年1月1日：間人村改制為間人町（日语：間人町）。[2]（2町13村）
- 1923年4月1日：廢除郡會和郡參事會。
- 1925年12月1日：德光村和八木村合併為豐榮村（日语：豊栄村 (京都府)）。[2]（2町12村）
- 1926年7月1日：廢除郡役所，此後郡不再作為行政區劃，只作為地名的表示。
- 1933年2月1日：溝谷村、吉野村、鳥取村、深田村合併為彌榮村（日语：弥栄村 (京都府)）。[2]（2町9村）
- 1948年4月1日：與謝郡野間村（日语：野間村 (京都府)）改隸屬竹野郡。（2町10村）
- 1950年4月1日：網野町、濱詰村、木津村、鄉村、島津村合併為新設立的網野町。[2]（2町6村）
- 1955年2月1日：間人町、豐榮村、竹野村、上宇川村、下宇川村合併為丹後町（日语：丹後町）。[2]（2町2村）
- 1955年3月1日：彌榮村和野間村合併為彌榮町（日语：弥栄町）。[2]（3町）
- 2004年4月1日：網野町、丹後町、彌榮町和中郡峰山町（日语：峰山町）、大宮町（日语：大宮町 (京都府)）、熊野郡久美濱町（日语：久美浜町）合併為京丹後市[2]，並脫離竹野郡；同時竹野郡因無管轄町村而被廢除。

### 變遷表
| 1889年4月1日 | 1889年 - 1926年      | 1926年 - 1944年      | 1945年 - 1954年           | 1955年 - 1988年     | 1989年 - 现在               | 现在                        |
| ------------ | -------------------- | -------------------- | ------------------------- | ------------------- | --------------------------- | --------------------------- |
| 網野村       | 1904年1月1日 網野町  | 1904年1月1日 網野町  | 1950年4月1日 網野町       | 1950年4月1日 網野町 | 2004年4月1日 合併為京丹後市 | 2004年4月1日 合併為京丹後市 |
| 淺茂川村     | 1904年1月1日 網野町  | 1904年1月1日 網野町  | 1950年4月1日 網野町       | 1950年4月1日 網野町 | 2004年4月1日 合併為京丹後市 | 2004年4月1日 合併為京丹後市 |
| 濱詰村       |                      |                      | 1950年4月1日 網野町       | 1950年4月1日 網野町 | 2004年4月1日 合併為京丹後市 | 2004年4月1日 合併為京丹後市 |
| 木津村       |                      |                      | 1950年4月1日 網野町       | 1950年4月1日 網野町 | 2004年4月1日 合併為京丹後市 | 2004年4月1日 合併為京丹後市 |
| 鄉村         |                      |                      | 1950年4月1日 網野町       | 1950年4月1日 網野町 | 2004年4月1日 合併為京丹後市 | 2004年4月1日 合併為京丹後市 |
| 島津村       |                      |                      | 1950年4月1日 網野町       | 1950年4月1日 網野町 | 2004年4月1日 合併為京丹後市 | 2004年4月1日 合併為京丹後市 |
| 德光村       | 1925年12月1日 豐榮村 | 1925年12月1日 豐榮村 | 1925年12月1日 豐榮村      | 1955年2月1日 丹後町 | 2004年4月1日 合併為京丹後市 | 2004年4月1日 合併為京丹後市 |
| 八木村       | 1925年12月1日 豐榮村 | 1925年12月1日 豐榮村 | 1925年12月1日 豐榮村      | 1955年2月1日 丹後町 | 2004年4月1日 合併為京丹後市 | 2004年4月1日 合併為京丹後市 |
| 間人村       | 1921年1月1日 間人町  | 1921年1月1日 間人町  | 1921年1月1日 間人町       | 1955年2月1日 丹後町 | 2004年4月1日 合併為京丹後市 | 2004年4月1日 合併為京丹後市 |
| 竹野村       |                      |                      |                           | 1955年2月1日 丹後町 | 2004年4月1日 合併為京丹後市 | 2004年4月1日 合併為京丹後市 |
| 上宇川村     |                      |                      |                           | 1955年2月1日 丹後町 | 2004年4月1日 合併為京丹後市 | 2004年4月1日 合併為京丹後市 |
| 下宇川村     |                      |                      |                           | 1955年2月1日 丹後町 | 2004年4月1日 合併為京丹後市 | 2004年4月1日 合併為京丹後市 |
| 鳥取村       | 鳥取村               | 1933年2月1日 彌榮村  | 1933年2月1日 彌榮村       | 1955年3月1日 彌榮町 | 2004年4月1日 合併為京丹後市 | 2004年4月1日 合併為京丹後市 |
| 吉野村       |                      | 1933年2月1日 彌榮村  | 1933年2月1日 彌榮村       | 1955年3月1日 彌榮町 | 2004年4月1日 合併為京丹後市 | 2004年4月1日 合併為京丹後市 |
| 溝谷村       |                      | 1933年2月1日 彌榮村  | 1933年2月1日 彌榮村       | 1955年3月1日 彌榮町 | 2004年4月1日 合併為京丹後市 | 2004年4月1日 合併為京丹後市 |
| 深田村       |                      | 1933年2月1日 彌榮村  | 1933年2月1日 彌榮村       | 1955年3月1日 彌榮町 | 2004年4月1日 合併為京丹後市 | 2004年4月1日 合併為京丹後市 |
| 與謝郡野間村 | 與謝郡野間村         | 與謝郡野間村         | 1948年4月1日 竹野郡野間村 | 1955年3月1日 彌榮町 | 2004年4月1日 合併為京丹後市 | 2004年4月1日 合併為京丹後市 |